# Vaccinium warburgii
Vaccinium warburgii är en ljungväxtart som beskrevs av Herman Otto Sleumer. Vaccinium warburgii ingår i Blåbärssläktet, och familjen ljungväxter. Inga underarter finns listade i Catalogue of Life.